# 塔妮婭·拜倫
塔妮婭·拜倫（Tanya Byron，1967年4月6日—） 是一位英國心理學家及節目主持人，主要以在兒童心理學方面的成就而知名。2008年成為邊山大學公眾理解科學教授及該校第一任校監。

## 生平
塔妮婭·拜倫出生於英國，她的父親約翰·西奇爾是一位電視電影導演，母親則是一位護士兼模特。
拜倫15歲時祖母被一名吸毒的女人暴虐打擊致死，這成為她開始試圖理解人類行為并進行心理學研究的動機。後來拜倫在北倫敦學院學校、約克大學（心理學學士，1989）、倫敦大學學院（臨床心理學碩士，1992）、薩里大學（博士，1995）讀書。

## 外部連結
- Interview with Tanya （页面存档备份，存于） at Raisingkids.co.uk
- Interview with Tanya Archive.today的存檔，存档日期2007-03-12 about her own experiences as a parent at Timesonline
- Meet the Author （页面存档备份，存于） Tanya Byron discusses her book
- Tanya Byron在互联网电影资料库（IMDb）上的資料（英文）
- The Byron Review website （页面存档备份，存于）
- Dr Tanya Byron in Conversation BAFTA webcast, discussing the Byron Review
- Tanya Byron’s profile at The Edge Hill University

| 學術機關職務  | 學術機關職務            | 學術機關職務 |
| ------------- | ----------------------- | ------------ |
| 前任： 新職位 | 邊山大學校監 2008年至今 | 繼任： 暫無  |